# Agarodes tuskaloosa
Agarodes tuskaloosa är en nattsländeart som beskrevs av Keth och Harris 1999. Agarodes tuskaloosa ingår i släktet Agarodes och familjen krumrörsnattsländor. Inga underarter finns listade i Catalogue of Life.